# Дзмуиси
Дзмуиси (груз. ძმუისი) — село в Грузии, на территории Ткибульского муниципалитета края (мхаре) Имеретия.

## География
Село находится в западной части Грузии, на юго-западном склоне Накеральского хребта, на берегах реки Лехидари, на расстоянии 20 километров к северо-западу от города Ткибули, административного центра муниципалитета. Абсолютная высота — 675 метров над уровнем моря.

## Население
По результатам официальной переписи населения 2014 года, в Дзмуиси проживало 143 человека (70 мужчин и 73 женщины). В национальной структуре населения грузины составляли 100 %.
| Год  | Население, человек |
| ---- | ------------------ |
| 2002 | 280                |
| 2014 | ↘ 143              |